# La Calera (Cile)
La Calera è un comune del Cile della provincia di Quillota nella Regione di Valparaíso. Al censimento del 2002 possedeva una popolazione di 49.503 abitanti.

## Società

### Evoluzione demografica
| Censimento del 1992 | Censimento del 2002 |
| 45.776 ab.          | 49.503 ab.          |